# مارک آنجل (بازیکن فوتبال)
مارک آنجل (انگلیسی: Mark Angel؛ زادهٔ ۲۳ اوت ۱۹۷۵) بازیکن فوتبال اهل بریتانیا است.
از باشگاه‌هایی که در آن بازی کرده‌است می‌توان به باشگاه فوتبال وست برومویچ آلبیون، باشگاه فوتبال کمبریج یونایتد، باشگاه فوتبال دارلینگتون، باشگاه فوتبال آکسفورد یونایتد، باشگاه فوتبال بوستون یونایتد، باشگاه فوتبال بارسلونا، و باشگاه فوتبال ساندرلند اشاره کرد.
وی همچنین در تیم ملی فوتبال England C بازی کرده‌است.